# Техника высоких напряжений
Техника высоких напряжений — раздел электротехники, охватывающий изучение и применение электрических явлений, протекающих в различных средах при высоких напряжениях. Высоким считается напряжение 250 В и выше относительно земли. Экономически целесообразно строить мощные электрические станции вблизи мест добычи топлива или на больших реках и получаемую электрическую энергию передавать (например по проводам) в промышленные районы, иногда значительно удаленные от основных источников энергии. В России первая лаборатория высокого напряжения была создана профессором М. А. Шателеном при Петербургского политехнического институте в 1911 году. Значительная работа в этой области проведена Б. И. Угримовым, А. А. Смуровым, А. А. Горевым, А. А. Чернышевым, Л. И. Сиротинским, В. М. Хрущёвым и руководимыми ими научными коллективами, а также научной школой, возглавлявшейся академиком А. Ф. Иоффе. Издано большое количество монографий и учебников по технике высоких напряжений.